# Post-detectie protocol

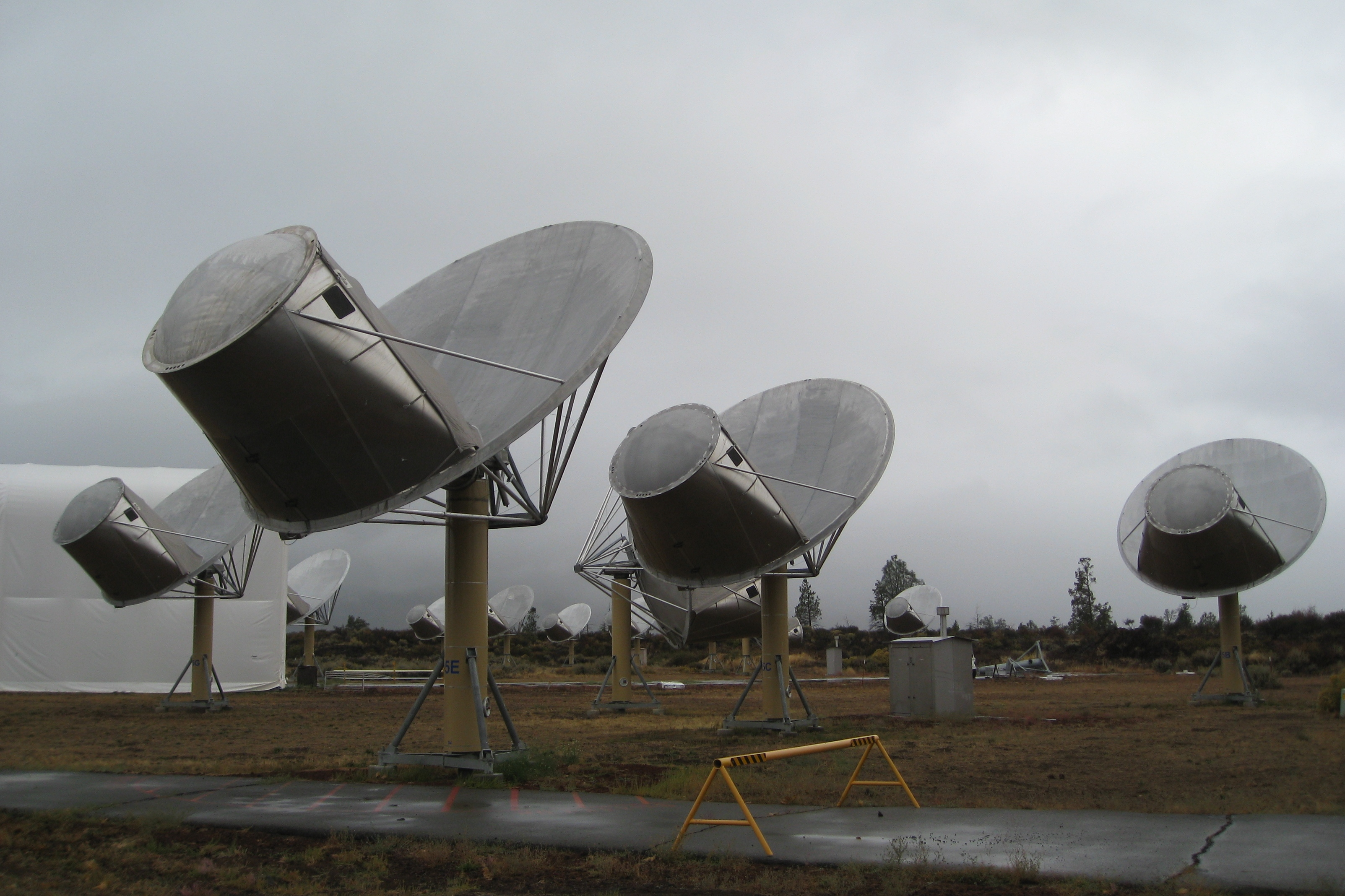
De Allen Telescope Array (ATA) is de eerste radiotelescoop die volledig is ontworpen om te worden gebruikt voor SETI-zoektochten

Het post-detectie protocol (PDP) is een geheel van gestructureerde regels, normen, richtlijnen en acties die overheidsinstanties en andere organisaties van plan zijn te volgen voor de opsporing, analyse, verificatie, bekendmaking en reactie op bevestigde signalen van buitenaardse beschavingen. De protocollen zijn afkomstig van de SETI (Search for Extraterrestrial Intelligence, Nederlands: Zoektocht naar buitenaardse intelligentie).

## Activiteiten die volgen op de detectie van buitenaardse intelligentie
Het populairste en bekendste protocol is de Declaration of Principles Concerning Activities Following the Detection of Extraterrestrial Intelligence (Nederlands: Principeverklaring met betrekking tot activiteiten die volgen op de detectie van buitenaardse intelligentie), die is opgesteld door de Internationale Academie voor Astronautica (IAA) in 1989. In 2010 heeft een subcomité van deze organisatie een kortere en duidelijkere versie opgesteld. Dit protocol beschrijft wat er moet gebeuren na de ontdekking van buitenaards leven. Het herziende protocol bestaat uit de volgende principes:

1. Opsporing: SETI-experimenten zullen op transparante wijze worden uitgevoerd, en de beoefenaars ervan zullen vrij zijn om in openbare en professionele fora verslag uit te brengen over activiteiten en resultaten. Zij zullen ook openstaan voor nieuwsorganisaties en andere openbare communicatiemedia over hun werk.
2. Behandeling van kandidaat-bewijsmateriaal: In het geval van een vermoede detectie van buitenaardse intelligentie zal de ontdekker alles in het werk stellen om de detectie te verifiëren, met gebruikmaking van de middelen waarover de ontdekker beschikt en met medewerking van andere onderzoekers, al dan niet ondertekenaars van deze Verklaring. Dergelijke werkzaamheden omvatten, maar zijn niet beperkt tot, observaties in meer dan één faciliteit en/of door meer dan één organisatie. Er bestaat geen verplichting om verificatie-inspanningen openbaar te maken terwijl zij nog gaande zijn, en er mogen geen voorbarige onthullingen worden gedaan in afwachting van verificatie. Op vragen van de media en nieuwsorganisaties moet onmiddellijk en eerlijk worden gereageerd. Informatie over kandidaat-signalen of andere detecties moet op dezelfde manier worden behandeld als elke wetenschapper voorlopige laboratoriumresultaten zou behandelen. De schaal van Rio, of een equivalent daarvan, moet worden gebruikt als leidraad voor het belang en de betekenis van kandidaat-ontdekkingen ten behoeve van een niet-gespecialiseerd publiek.
3. Bevestigde detecties: Indien het verificatieproces bevestigt - door de consensus van de andere betrokken onderzoekers en met een mate van zekerheid die door de ontdekkers als geloofwaardig wordt beoordeeld - dat een signaal of ander bewijsmateriaal te wijten is aan buitenaardse intelligentie, moet de ontdekker deze conclusie op een volledige en open manier rapporteren aan het publiek, de wetenschappelijke gemeenschap, en de secretaris-generaal van de Verenigde Naties. Het bevestigingsrapport bevat de basisgegevens, het proces en de resultaten van de verificatie-inspanningen, eventuele conclusies en interpretaties en alle gedetecteerde informatie-inhoud van het signaal zelf. Er zal ook een formeel rapport worden uitgebracht aan de Internationale Astronomische Unie (IAU).
4. Alle gegevens die nodig zijn voor de bevestiging van de detectie moeten via publicaties, bijeenkomsten, conferenties en andere passende middelen ter beschikking worden gesteld aan de internationale wetenschappelijke gemeenschap.
5. Op de ontdekking moet toezicht worden gehouden. Alle gegevens die betrekking hebben op het bewijs van buitenaardse intelligentie moeten worden vastgelegd en permanent worden opgeslagen voor zover dat mogelijk en praktisch is, in een vorm die ze beschikbaar maakt voor waarnemers en de wetenschappelijke gemeenschap voor verdere analyse en interpretatie.
6. Indien het bewijs van detectie in de vorm van elektromagnetische signalen is, moeten de waarnemers internationale overeenstemming nastreven om de passende frequenties te beschermen door gebruik te maken van de buitengewone procedures die zijn vastgesteld in de World Administrative Radio Council van de Internationale Telecommunicatie-unie.
7. Post-detectie: Er is een werkgroep voor de periode na de ontdekking opgericht, onder toezicht van de permanente SETI-studiegroep van de IAA, om te helpen bij zaken die zich kunnen voordoen bij een bevestigd signaal, en om de wetenschappelijke en openbare analyse te ondersteunen door begeleiding, interpretatie en bespreking van de ruimere implicaties van de ontdekking.
8. Reactie op signalen: In het geval van de bevestigde detectie van een signaal, zullen de ondertekenaars van deze verklaring niet reageren zonder eerst advies en toestemming te vragen aan een breed representatief internationaal orgaan, zoals de Verenigde Naties.

## Verzenden van communicatie naar buitenaardse intelligentie
Het protocol Declaration of Principles Concerning Sending Communications to Extraterrestrial Intelligence (Nederlands: Principeverklaring betreffende het verzenden van communicatie naar buitenaardse intelligentie) is voorgesteld door het SETI Comité van de Internationale Academie voor Astronautica in 1995 en gaat over het verzenden van berichten en communicatie met buitenaardse beschavingen. Het protocol bestaat uit de volgende principes:

1. Internationaal overleg moet worden gestart om de kwestie van het verzenden van berichten naar buitenaardse beschavingen te overwegen.
2. Overleg over het al dan niet verzenden van een bericht en de inhoud ervan dient plaats te vinden binnen het Comité voor het vreedzame gebruik van de ruimte (COPUOS) van de Verenigde Naties en binnen andere gouvernementele en niet-gouvernementele organisaties, en dient ruimte te bieden aan de deelname van gekwalificeerde, belanghebbende groepen die een constructieve bijdrage aan dit overleg kunnen leveren.
3. Dit overleg moet openstaan voor deelname van alle belanghebbende landen en moet uitmonden in aanbevelingen die een consensus vormen.
4. De Algemene Vergadering van de Verenigde Naties moet zich beraden over het al dan niet zenden van een boodschap aan buitenaardse intelligentie en over de inhoud van die boodschap, op basis van aanbevelingen van het Comité voor het vreedzaam gebruik van de ruimte en van gouvernementele en niet-gouvernementele organisaties.
5. Indien wordt besloten een boodschap te zenden aan buitenaardse intelligentie, moet dit namens de gehele mensheid gebeuren, en niet vanuit afzonderlijke staten.
6. De inhoud van een dergelijke boodschap moet een zorgvuldige zorg voor de brede belangen en het welzijn van de mensheid weerspiegelen, en moet vóór verzending beschikbaar worden gesteld aan het publiek.
7. Aangezien het zenden van een mededeling aan een buitenaardse intelligentie kan leiden tot een uitwisseling van communicatie die vele jaren van elkaar verwijderd is, moet worden nagedacht over een institutioneel kader voor dergelijke communicatie op lange termijn.
8. Geen enkele staat mag enige communicatie naar buitenaardse inlichtingen sturen voordat passend internationaal overleg heeft plaatsgevonden. Staten mogen niet meewerken aan pogingen om met buitenaardse intelligentie te communiceren die niet in overeenstemming zijn met de beginselen van deze verklaring.
9. Bij hun beraadslagingen over deze vragen dienen staten die deelnemen aan deze verklaring en organen van de Verenigde Naties gebruik te maken van de expertise van wetenschappers, geleerden en andere personen met relevante kennis.